# Stilleståndet i Moudros

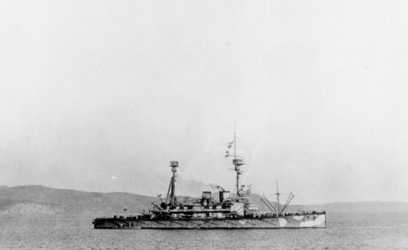
Slagskeppet HMS Agamemnon fotograferad vid ett tidigare besök i Moudros under Dardanellernaoffensiven 1915.

Stilleståndet i Moudros ingicks den 30 oktober 1918 och innebar att striderna dagen därpå upphörde på första världskrigets krigsskådeplatser Mellersta Östern och Italien mellan det Osmanska riket och Ententen. Det undertecknades ombord på det brittiska örlogsfartyget, slagskeppet HMS Agamemnon i staden Moudros hamn på ön Lemnos i Grekland. Signatärer var för den turkiska regeringen den ottomanske marinministern Hussein Rauf Bey, vice utrikesministern Rechad Hikmet och överstelöjtnanten Saadullah och för ententemakterna den brittiske viceamiralen Somerset Gough-Calthorpe, överbefälhavare för den brittiska sektorn i Medelhavsregionen. Avtalet om stillestånd i Moudros var det andra stilleståndsavtalet som träffades med ententenmakterna under första världskriget efter det som slöts den 29 september 1918 med Bulgarien, stilleståndet i Thessaloniki.
Som en del av villkoren i stilleståndsavtalet drog turkarna tillbaka sina återstående garnisoner utanför Anatolien, nämligen Hejaz, Jemen, Syrien, Mesopotamien, Tripolitania och Cyrenaica. De gav också ententenmakterna rätt att besätta de fort som övervakade Dardanellerna och Bosporen.  Den ottomanska armén och flygvapen skulle demobiliseras, och rikets hamnar, järnvägar och andra strategiska ställen skulle göras tillgängliga för segrarmakterna. I Kaukasus-regionen skulle turkarna dra sig tillbaka inom de tidigare gränserna med det ryska riket före kriget.

## Efterbörd
Stilleståndet innebar formellt att krigshandlingarna upphörde och följdes av ententemakternas ockupation av Konstantinopel. Dock föll greker och italienare in i Anatolien med argumentet att "återställa ordningen" , vilket innebar att landet kom nära en uppdelning. Den senare Freden i Sèvres den 10 augusti 1920, som officiellt delade upp det osmanska riket i inflytelsezoner, ratificerades aldrig av det osmanska rikets parlament. Det ersattes senare av Freden i Lausanne den 24 juli 1923 efter Turkiets seger i Turkiska frihetskriget (1919–1923), under vilket en nationell motståndsrörelse som enats under Mustafa Kemal Atatürk återerövrade Anatolien.